# Альвенслебен, Константин фон
Константин фон Альвенслебен (нем. Constantin von Alvensleben; 26 августа 1809 — 28 марта 1892) — прусский генерал пехоты.

## Биография
Родился 26 августа 1809 года в Айхенбарлебене, образование получил в Берлинском кадетском корпусе и в 1827 году был выпущен в армию младшим лейтенантом.
В 1858 году он получил чин майора, в 1858 году — подполковника и в 1860 году — полковника. В 1861 году он был назначен командиром 1-го гвардейского гренадерского полка. По окончании датско-прусской войны 1864 года он был произведён в генерал-майоры.
Командуя во время войны Пруссии с Австрией в 1866 году 2-й гвардейской бригадой, Альвенслебен двинулся утром 3 июля с авангардом гвардейского корпуса вперёд, не ожидая приказаний, и смелой атакой высот Хореновес и Хлум содействовал поражению австрийцев при Кёниггреце. За это дело он был награждён орденом «Pour le Mérite». Затем он командовал 1-й гвардейской дивизией и был произведён в генерал-лейтенанты.
С объявлением войны Франции Альвенслебен был назначен командиром 3-го армейского корпуса и во главе его проявил выдающиеся военные способности. Самостоятельной завязкой боя при Шпихерне он много содействовал успеху в сражении 6 августа.
16 августа 1870 года, в день сражения при Марс-ля-Туре, двигаясь со своим корпусом вслед за французским арьергардом, Альвенслебен наткнулся у Резонвилля на всю французскую армию. Верно понимая обстановку и зная, что с каждым часом остальные корпуса германской армии всё глубже проникают в тыл французов, задержавшихся у Меца, Альвенслебен смело атаковал французскую армию, чтобы дать корпусам 2-й германской армии время совершенно отрезать пути отступления французов. Германская армия, однако, вследствие ошибки высшего командования, была в этот момент так разбросана, что на поддержку 3-го корпуса нельзя было быстро сосредоточить сколько-нибудь значительных сил, и Альвенслебен вынужден был один держаться до вечера против превосходящих сил противника. Связанные боем с корпусом Альвенслебена, французы не ушли 16 августа, а 17 августа немцы были уже ближе к путям отступления от Меца к Парижу, чем французы, и участь последних была решена. Частный почин Альвенслебена и дружная поддержка ближайших соседей исправили недосмотр высшего командования.
В бою под Гравелотом 3-й корпус, сильно пострадавший 16 августа, находился в резерве и принял затем участие в осаде Меца. За это дело Альвенслебен 27 декабря 1870 года получил от российского императора Александра II орден св. Георгия 3-й степени (№ 522 по кавалерским спискам)
В воздаяние отличной храбрости и мужества, оказанных во время военных действий германских войск во Франции.
После этого Альвенслебен участвовал в наступлении на Орлеан и преследовал врага вверх по Луаре; в бою при Ле-Мане его корпус врезался клином в боевой порядок французов и вынес на своих плечах наибольшую тяжесть боя.
За всё время войны корпус Альвенслебена потерял убитыми и ранеными 302 офицера и 10302 нижних чина.
Альвенслебену приходилось с его корпусом действовать в особенно трудных условиях, так как, кроме французов, у него были и «враги внутренние»: у него были сильно обострены отношения со штабом армии, который не мог простить ему указаний на ошибки высшего командования, допускавшиеся этим штабом, и систематическое замалчивание блестящих действий 3-го корпуса, а также и с самим командующим армией, принцем Фридрихом-Карлом, завидовавшим своему подчинённому.
Альвенслебен отличался скромностью и совершенно не умел раздувать свои подвиги и рекламировать своё геройство, как это делали некоторые другие его боевые товарищи (например, командир 8-го корпуса генерал Гёбен). На жалобы майора (впоследствии генерала) Кречманна, что общественное мнение Германии недостаточно ориентировано о первенствующей роли 3-го корпуса во время войны, Альвенслебен отвечал: «Разве вы не знаете, что самое грязное положение в свете — это быть на устах всего народа?»
По окончании войны Альвенслебен ещё некоторое время провёл на службе и в 1873 году вышел в отставку.
Умер в Берлине 28 марта 1892 года. Незадолго до смерти ему был пожалован орден Чёрного орла. Память его высоко чтилась в старой германской армии. Император Вильгельм I назвал его именем один из фортов Меца, а император Вильгельм II присвоил его имя пехотному 52-му полку, входившему в состав 3-го армейского корпуса.
Брат Альвенслебена Густав также был прусским генералом и во время франко-прусской войны командовал 4-м корпусом.

## Награды
Королевства Пруссия:
- Орден Красного орла 4-го класса с мечами (1849)[1]
- Орден Короны 2-го класса (22 сентября 1863)[2]
- Орден «Pour le Mérite» (20 сентября 1866); дубовые листья к ордену (31 декабря 1870)[3]
- Железный крест (1870) 1-го и 2-го класса на черной ленте с белыми полосками (1870)[4]
- Орден Красного орла 1-го класса с дубовыми листьями и мечами (16 июня 1871)[1]
- Орден Красного орла большой крест с дубовыми листьями и мечами на кольце (12 января 1892)[5]
- Орден Чёрного орла (12 января 1892)[6]

Саксонских герцогств:
- Орден Саксен-Эрнестинского дома командорский крест 1-го класса (апрель 1859)[7]

Российской империи:
- Орден Святого Георгия 3-го класса (27 декабря 1870)
- Орден Святого Александра Невского (не позднее 1881)